# Xian de Yongnian
Le xian de Yongnian (chinois simplifié : 永年县 ; pinyin : yǒngnián xiàn) est un district administratif de la province du Hebei en Chine. Il est placé sous la juridiction de la ville-préfecture de Handan.

## Démographie
La population du district était de 792 671 habitants en 1999.

## Culture
Le Xian de Yongnian est le lieu d'origine du taiji quan (parfois traduit en tai-chi chuan), de style Yang et Wu.